# 梅萨斯德沃尔
梅萨斯德沃尔，是西班牙埃斯特雷马杜拉卡塞雷斯省的一个市镇。总面积49平方公里，总人口210人（2001年），人口密度4人/平方公里。